# Клектонська культура
Клектонська культура, (англ. Clactonian culture) — одна з найстаріших археологічних культур нижнього палеоліту, що існувала на території Західної Європи близько 550—475 тис. років тому. Більшість артефактів знайдено в басейні Темзи.
Назва походить від епонімічної стоянки поблизу міста Клектон-он-Сі у Великій Британії, графство Ессекс, де були знайдені крем'яні знаряддя даної культури. Характерним для цієї культури було те, що її представники шукали крем'яні «напівфабрикати», близькі за формою до готових знарядь, після чого «доопрацьовували» їх, відколюючи дрібні шматки. Таким чином вони виготовляли скребки, різці та інші знаряддя.

## Суперечки щодо класифікації
Схоже, клектонські знаряддя співіснували з ашельськими, при виготовленні яких використовувалася ідентична технологія, проте до складу яких також входили ручні кам'яні сокири, що виготовляються шляхом двосторонньої обробки кременю.
У 1990-і роки ряд дослідників виступили з точкою зору, що різниця між клектонською і ашельською індустріями була уявною. На їхню думку, клектонська індустрія збігалася з ашельською, а відсутність серед «клектонських» знахідок кам'яних сокир пояснювалася відсутністю необхідності в них, або якістю місцевої сировини для виготовлення палеолітичних знарядь.
Однак, у 2004 при розкопках пам'ятника Саутфліт-Роуд у Кенті знайшли забитого первісними людьми слона епохи плейстоцену. Поруч зі слоном виявлені численні клектонські знаряддя, серед яких, проте, як і раніше відсутні кам'яні сокири. Оскільки кам'яна сокира була б набагато зручнішим знаряддям для полювання на слона, ніж звичайний відщеп, дана знахідка вважається сильним аргументом на користь того, що клектонська індустрія розвивалася незалежно від ашельської. Територія, де знайшли слона, рясніла кремінною сировиною відповідної якості для виготовлення кам'яних сокир, тому слід припустити, що люди, які полювали на цього слона, не знали технології виготовлення двосторонніх кам'яних сокир. Прихильники гіпотези про те, що клектонська індустрія існувала незалежно від ашельської, вказують на відсутність конкретних свідчень про спорідненість між двома індустріями, а походження декількох знарядь, що нібито вказує на таку спорідненість, є спірним.
Дедалі частіше заперечується традиційна точка зору, згідно з якою клектонська індустрія передувала ашельській, оскільки ашельські знаряддя були виявлені в Боксгроуві в Сассексі і Хай-Лоджі в Саффолку в шарах, пов'язаних з англійською стадією — заледенінням, яке передувало хокснійській стадії, а отже, клектонській культурі. Але незалежно від того, чи належали ашельські та клектонські знаряддя до спільної культури чи до різних, між їхніми творцями напевно існували культурні контакти.